# 高加索塔蒂人
高加索塔蒂人（英語：Tat people，Tati，Parsi，Daghli，Lohijon；高加索塔特人）是伊朗人的一支，目前居住在阿塞拜疆，格鲁吉亚和俄罗斯（主要位於达吉斯坦南部）。高加索塔蒂人是高加索地区的原住民之一。
高加索塔蒂人使用塔特語，是西伊朗亚语支下的一種語言，与标准波斯语有所不同。他們也使用阿塞拜疆语和俄语。宗教信仰主要是什叶派，少部分為遜尼派。